# Jean Nicolas (historien)
 (septembre 2013).
Pour les articles homonymes, voir Jean Nicolas et Nicolas.
Jean Nicolas, né en 1928 , est un historien français. Il est spécialiste de l'époque moderne.

## Biographie
Jean Nicolas est né en 1928 en Ardèche, d'un père instituteur.
Agrégé d'histoire, il commence sa carrière au lycée Berthollet d'Annecy en 1952. C'est à la Savoie qu'il consacre la première partie de sa vie d'historien avec de nombreuses publications et une thèse de référence sur l'évolution des élites, noblesse et bourgeoisie au XVIIIe siècle. Attaché de recherche au CNRS (1962), il devient assistant, puis maître-assistant à l'université de Montpellier-III (1965) puis poursuit sa carrière à l'université Paris-VII - Diderot comme maître de conférence (1968) puis professeur des universités à partir de 1978. La seconde partie de sa carrière est occupée par un travail monumental sur les rébellions paysannes et urbaines dans la France du XVIIIe siècle.
Il est élu en 1981 à l'Académie des sciences, belles-lettres et arts de Savoie, avec le titre académique de « titulaire ».
Il a reçu la Plume d'or 2010 de la Société des auteurs savoyards.
Il a été membre du Comité de vigilance face aux usages publics de l'histoire.

## Publications
- La Savoie au XVIIIe siècle, Noblesse et Bourgeoisie, Paris, Maloine éditeur, 1978, 2 tomes, 1240 pages (Thèse). Réed. La Fontaine de Siloé, Montmélian, 2003 (prix d'histoire de l'Académie française, 1978, prix Feydeau de Brou ; prix de l'Académie de Savoie, prix Caffe, 1978).
- La vie quotidienne en Savoie aux XVIIe et XVIIIe siècles, Hachette, 1979. Réed. La Fontaine de Siloé, Montmélian, 2005, 399 pages (prix de l'Académie française, Feydeau de Brou, 1980).
- La Révolution française dans les Alpes. Dauphiné et Savoie, Éditions Privat, Toulouse, 1989, 380 pages.
- La Rébellion française, mouvements populaires et conscience sociale (1661-1789), Paris, éditions du Seuil, coll. « Univers historique », 2002, 610 p.  — grand prix d'histoire de la Société des gens de lettres, 2002.
- La Savoie d’André Kertèsz (avec Renée Nicolas et Pascal Lemaître) La Fontaine de Siloé (2004).
- La vie quotidienne en Savoie aux XVIe et XVIIIe siècles. Nouvelle édition revue et augmentée. La Fontaine de Siloé (2005).
- Autres publications : De « Une famille bourgeoise annécienne », paru en 1961 dans la Revue savoisienne à  « Portraits de rebelles de l’ancienne France », paru en 2008 dans Marianne l’Histoire, Jean Nicolas a écrit de très nombreux articles dans plusieurs revues. Il ne nous est pas possible de toutes les énumérer, mais cet historien de grande renommée a notamment écrit dans les Cahiers d’Histoire, La Revue Savoisienne ou de nombreuses Annales d’Histoire, la revue l’Histoire, ou l’Histoire en Savoie, le Bulletin de la Société d’Histoire etc.Nous ne pouvons donner tous les titres, mais nous les tenons à disposition.
- De Max Bruchet L’abolition des droits seigneuriaux en Savoie (1979) à Raymond Oursel, Les chemins du Sacré en 2008 paru à La Fontaine de Siloé, Jean Nicolas a également préfacé une multitude d’ouvrages. Il ne se limite pas à la Savoie, puisqu’il préface par exemple Paimpol en Révolution (Pascal Chevrier 1989) et bien entendu plusieurs ouvrages sur l’Ardèche où il passe de nombreux mois.